# سابرینا برتینی
سابرینا برتینی (ایتالیایی: Sabrina Bertini؛ زادهٔ ۳۰ اکتبر ۱۹۶۹) بازیکن زن والیبال اهل ایتالیا بود. وی در بازی‌های المپیک تابستانی ۲۰۰۰ شرکت کرده‌است.